# 刘建永
刘建永（1978年10月28日—），山东省兰陵县（原苍山县）人。深青社发起人、主席。中国当代著名调查记者、著名律师、作家、社会活动家、意见领袖、非政府组织领袖。著名公共知识分子之一。

## 生平
刘建永祖籍山东省兰陵县（原苍山县）。四川大学法学学士、英国格林威治大学理学硕士、荣誉法学博士、兼职教授。中国当代著名律师、著名调查记者、作家、社会活动家、非政府组织领袖、意见领袖。著名公共知识分子之一，其人被称为“中国社会的良心”“中国法治进程的有力推动者”。由于他的巨大影响力，2008年，“香港四大才子”之一、香港作家协会创会主席倪匡在港媒上撰文赞誉他为“中国青年作家的一面旗帜”。
十数年的新闻之旅使他成为了一名蜚声海内外的著名调查记者，他撰写的报道在社会上引起轰动，被推上各大门户网站首页，在海内外引起广泛转载和评论。代表作品如彭州乌木案、四川省省委副书记李春城落马案、金牛区政协会议二次闭幕事件、成都市中级人民法院院长牛敏落马案、中国女排冠军官员朱玲被举报索贿事件、反贪局长跳楼事件、4.20芦山大地震、周克华被击毙事件、重庆市北碚区区委书记雷政富不雅视频门、叙永数十官员聚赌事件、泸州7.5灭门案、成都砂舞厅调查、妇女一口唾沫惹恼民警连同孩子一同被拘案、大跌背后的路线之争与国家意志、重庆故意伤害不断翻供案、四川大熊猫保护区被曝为磷矿开采让路事件、四川省副省长郭永祥落马案、四川南充部分天桥建成不足1年即被拆事件、剑南春改制后遗症事件、“四川财富联盟”涉非法集资被查案、天伦月饼崩盘事件、超女母校的办学纠纷、曹家巷拆迁“自治改造委员会”、美国前国务卿希拉里竞选美国总统、新加坡国父李光耀国葬、四川大学周鼎“自白书”事件、四川音乐学院党委书记柴永柏落马案等。
刘建永办理了大量具有较大社会影响的大案要案，赢得了广泛的社会赞誉。典型案件有缅北“金三角”偷越国（边）境及非法经营案、广州钟某某贪污、行贿、职务侵占等申诉案、西安“40亿元套路贷”案、北京某大型‘杀猪盘’集团诈骗案、湖南李某某特大组织、领导传销活动案、广西百色杜某特大掩饰、隐瞒犯罪所得、犯罪所得收益案、著名记者杜某某敲诈勒索案、史某某特大贩卖毒品案、李某某集团特大非法吸收公众存款案、汽车之家诉某公司知识产权侵权案、网易云音乐诉某公司侵权案、亿万富翁何某某诉著名记者刘虎名誉侵权案、亿万富翁岳某某诉民主与法制社名誉侵权案、某公司诉中央电视台知识产权侵权案、成都某公司诉某市综合行政执法局强拆案等。刘建永办理的西安“40亿元套路贷”案（让与担保案）引起国内舆论广泛关注，2020年入选由中国商报社、中国法学会、清华大学、中国人民大学、中国政法大学联合评选的“中国商事法治十大典型案例”。其客户及受援者遍及北美、欧洲、澳洲、中东、非洲和亚太地区。
刘建永是中国大陆地区广为人知的调查记者、人权律师、社会活动家、非政府组织领袖、意见领袖和公共知识分子。2006年，支持改革开放，发文呼吁“中国的改革方向不能否定”。此文一出引发公众广泛关注，众多媒体竞相转载。2021年11月9日，刘建永在西安北站拒绝强制隔离事件发生后，连续多日登上今日头条、抖音、新浪微博等媒体头条、热榜，引起媒体的竞相报道、转载，网上的阅读量超过一亿。
曾任深青社（深圳青年作家俱乐部）主席（页面存档备份，存于），现任美国安公基金会主席、香港《远见》杂志社社长兼总编辑、高级记者、四川安公律师事务所 主任。

## 人物经历

### 出生年月
1978年10月28日（农历9月27日）出生于山东省兰陵县（原苍山县）。

### 教育经历
四川大学法学学士、英国格林威治大学理学硕士、荣誉法学博士、兼职教授。

### 作家经历
中国当代作家，国际笔会会员、国际记者联盟会员、中国多家作家协会会员。
其自中学开始发表作品，迄今已发表散文、小说、报告文学、评论、深度报道等各种作品2000多篇，获得中西各种奖项20多次。
其作品大多具有鲜明的时代特色和现实主义风格 。在作品体裁上，其以评论见长，如文学评论、时事评论等。

### 记者经历
刘建永曾在法治周末、长江商报等媒体担任调查记者、新加坡特派记者。现任香港《远见》杂志社社长兼总编辑、高级记者。
其新闻从业多年，擅长政经、法治等领域的独立新闻调查。其介入报道的案件和事件有：彭州乌木案（页面存档备份，存于）、四川省省委副书记李春城落马案（页面存档备份，存于）、金牛区政协会议二次闭幕事件（页面存档备份，存于）、成都市中级人民法院院长牛敏落马案、中国女排冠军官员朱玲被举报索贿事件（页面存档备份，存于）、反贪局长跳楼事件、4.20芦山大地震（页面存档备份，存于）、周克华被击毙事件、重庆市北碚区区委书记雷政富不雅视频门（页面存档备份，存于）、大跌背后的路线之争与国家意志、重庆故意伤害不断翻供案（页面存档备份，存于）、四川大熊猫保护区被曝为磷矿开采让路事件（页面存档备份，存于）、四川省副省长郭永祥落马案、四川南充部分天桥建成不足1年即被拆事件、剑南春改制后遗症事件（页面存档备份，存于）、“四川财富联盟”涉非法集资被查案、天伦月饼崩盘事件、超女母校的办学纠纷、曹家巷拆迁“自治改造委员会”（页面存档备份，存于）、美国前国务卿希拉里竞选美国总统、新加坡国父李光耀国葬、四川大学周鼎“自白书”事件（页面存档备份，存于）、叙永数十官员聚赌事件、妇女一口唾沫惹恼民警连同孩子一同被拘案、四川音乐学院党委书记柴永柏落马案、泸州7.5灭门案、成都砂舞厅调查等。他发表的大量调查报道在海内外产生了较大的社会影响。

### 律师经历
刘建永办理的具有较大社会影响的刑事案件有缅北“金三角”偷越国（边）境及非法经营案、广州钟某某贪污、行贿、职务侵占等申诉案、西安“40亿元套路贷”案、汽车之家诉某公司知识产权侵权案、北京某大型‘杀猪盘’集团诈骗案、湖南李某某特大组织、领导传销活动案、广西百色杜某特大掩饰、隐瞒犯罪所得、犯罪所得收益案、著名记者杜某某敲诈勒索案、史某某特大贩卖毒品案、李某某集团特大非法吸收公众存款案等。另外，刘建永还办理了大量民商事案件和行政诉讼案件，如汽车之家诉某公司知识产权侵权案、网易云音乐诉某公司侵权案、亿万富翁何某某诉著名记者刘虎名誉侵权案、亿万富翁岳某某诉民主与法制社名誉侵权案、某公司诉中央电视台知识产权侵权案、成都某公司诉某市综合行政执法局强拆案等。刘建永办理的西安“40亿元套路贷”案（让与担保案）引起国内舆论广泛关注，2020年入选由中国商报社、中国法学会、清华大学、中国人民大学、中国政法大学联合评选的“中国商事法治十大典型案例”。刘建永现任四川安公律师事务所 主任。
刘建永和他的律师团队大量参与法律援助案件，迄今为止，已经有来自美国、加拿大、澳大利亚、英国、欧盟地区、南非、新加坡、马来西亚、泰国、老挝、缅甸、印度、巴基斯坦、斯里兰卡等国家的外籍人士和中国台湾、香港等地区的同胞获得了他们提供的法律援助服务。律师执业多年来，他们的客户及受援者遍及北美、欧洲、澳洲、中东、非洲和亚太地区。

### 社会活动

#### 非政府组织活动
2002年，刘建永创办深青社（前身为深圳青年作家俱乐部），担任主席（页面存档备份，存于）。现任美国安公基金会主席。刘建永是一位资深媒体人、意见领袖、社会活动家、非政府组织领袖。

#### 公共事务发声
他频繁就众多经济、金融、法治、社会等话题接受新闻媒体采访，发表观点、看法。除此之外，他还积极参与社会公共事务，就公共事件发声，为维护社会公平正义、确保宪法法律的正确实施大声疾呼。

#### 呼吁与声明

##### 俄乌战争

###### 支持乌克兰
刘建永在俄乌战争中持支持乌克兰的立场，他多次就此发表声明和呼吁（页面存档备份，存于）：
在俄乌战争三周年之际，我们再次重申对乌克兰的坚定支持。
     俄罗斯对乌克兰的侵略是非正义的，其性质不言而喻。俄乌战争关系到国际法、国际规则体系和正义的价值观。如果乌克兰战败，世界将会是非颠倒，沦为弱肉强食的丛林。乌克兰的命运由乌克兰人民最终决定，欧洲人的命运也应该由欧洲人自主决定。我们对乌克兰的支持是出于朴素的正义观，是无条件的，也是不求回报的。任何助纣为虐、背信弃义、胁迫他国屈从于不正当交易的行为都是可耻的，也是不可接受的。
     我们赞赏英国、波罗的海国家和其他坚持正义的国家对乌克兰的坚定支持，也再次敦促欧洲国家尽快提高军费支出比例，加大对乌克兰的军事和经济援助。
     我们呼吁乌克兰人民不要屈从于外界的压力，不要放弃，不要签署任何以牺牲自身领土、主权和尊严为代价的停战协议，务必坚持战斗到最后的胜利。
     无论世界如何变化，我们的决心和意志都不会改变。我们对乌克兰抗击侵略的支持坚如磐石，我们对正义必胜的信念坚定不移。——刘建永，刘建永办公室官方网站

###### 极限制裁俄罗斯
为了打击俄罗斯的侵略能力，刘建永倡议美国、英国、加拿大、澳大利亚、日本、全体欧盟国家等对俄罗斯及其盟友白罗斯、朝鲜等国家进行极限制裁（页面存档备份，存于）：
俄乌战争距今已有三年，俄罗斯虽然国力衰竭，但仍然有继续战争的能力且有白俄罗斯、朝鲜等邪恶国家相助。为了彻底击垮俄罗斯，我们特此倡议美国、英国、加拿大、澳大利亚、日本、全体欧盟国家等对俄罗斯及其盟友白罗斯、朝鲜等国家进行极限制裁。具体制裁措施如下：
     1、对俄罗斯及其盟友的所有公职人员、所有执政党党员、参政党党员进行制裁。禁止他们获得任何签证，已经获得签证的予以撤回或者吊销，已经在境外的予以驱逐。对已经获得其他国家公民资格、永久居民资格的俄罗斯人、白俄罗斯人、朝鲜人等予以全面清查，对支持俄罗斯侵略的予以取消公民资格、永久居民资格，予以驱逐。2、对俄罗斯及其盟友的所有公职人员、所有执政党员在海外的资产予以冻结。3、对俄罗斯及其盟友的所有国有企业、国营企业、国有控股企业在海外的资产予以冻结，对企业的经营者予以全面制裁。4、不进口俄罗斯及其盟友的的能源，切断与俄罗斯及其盟友的的所有贸易。5、切断俄罗斯及其盟友的金融系统与世界的联系。6、切断俄罗斯及其盟友的互联网与根服务器的联系，彻底隔绝俄罗斯及其盟友的网络使用。7、彻底终止俄罗斯及其盟友的与电脑、汽车、卫星等相关的软件、芯片的使用权，使其电脑、汽车、卫星通讯的性能降低或者瘫痪。8、如果俄罗斯有使用核武器的迹象，立即先发制人，对俄罗斯进行核打击，对俄罗斯军政要人予以全部斩首。9、全面降低与俄罗斯及其盟友的外交关系，降低到仅高于绝交的程度。10、在联合国、各国际组织全面驱逐俄罗斯外交官乃至将俄罗斯驱逐出联合国安理会。——刘建永，刘建永办公室官方网站

###### 谴责朝鲜出兵
刘建永发表声明公开谴责朝鲜出兵乌克兰（页面存档备份，存于）：
近期，朝鲜当局向乌克兰派出了协助俄罗斯侵略的军队，将二千万朝鲜人民裹挟进本不属于他们的非正义战争。对其行为我们予以谴责！
     我们敦促朝鲜当局立即撤回其在乌克兰前线的军队，停止向俄罗斯提供任何有助于俄罗斯继续侵略战争的一切行为。——刘建永，刘建永办公室官方网站

###### 呼吁美国移交全部援助
刘建永呼吁拜登总统所领导的美国政府尽快向乌克兰移交全部援助资金，同时尽快向乌克兰开放远程打击武器的使用权限或者提供可以打击俄罗斯本土的远程武器（页面存档备份，存于）：
美国政府即将换届，俄乌战争未来将有可能面临较大的变化。俄乌战争关乎国际正义，也关乎价值观。为了确保乌克兰获胜，我在此向世界各国政府呼吁：
     1. 呼吁拜登总统所领导的美国政府尽快向乌克兰移交全部援助资金，同时尽快向乌克兰开放远程打击武器的使用权限或者提供可以打击俄罗斯本土的远程武器；
     2. 呼吁英国、欧盟持续支持乌克兰，确保即使只在欧洲国家的独立帮助下，乌克兰依然可以取得俄乌战争的胜利；
     3. 呼吁加拿大、澳大利亚、新西兰、日本、韩国、新加坡等国家继续支持、援助乌克兰；
     4. 呼吁世界各国政府继续追加对俄罗斯的制裁，同时对支持俄罗斯侵略战争的其他国家、政府、企业、个人等进行扩大制裁；
     5. 呼吁乌克兰人民坚持长期抗战，不要放弃，任何时候都不要签署以丧失领土为代价的停战协议，务必坚持到最后的胜利。
     无论世界如何变化，正义都不会变化。我们支持乌克兰人民抗击侵略的决心坚定不移。——刘建永，刘建永办公室官方网站

##### 越南压制人权
对越南当局压制言论自由、逮捕记者和人权捍卫者，刘建永予以公开谴责（页面存档备份，存于）：
近两年来，已经有数十名越南记者和人权捍卫者被越南当局不公正羁押。对越南当局公然压制言论自由，严重践踏越南人民人权的行径，我们予以公开谴责。我们敦促越南当局立即释放被不公正羁押的记者和人权捍卫者，同时也呼吁国际社会对越南当局予以制裁。——刘建永，刘建永办公室官方网站

##### 叙利亚内战
在叙利亚内战中，谴责阿萨德当局的暴政，呼吁支持阿萨德的军队放下武器（页面存档备份，存于）：
我们注意到叙利亚当前局势的变化，阿萨德当局已经被叙利亚人民抛弃。
     我们呼吁交战双方尽量减少无辜平民的伤亡，敦促阿萨德当局的军事力量立即放下武器，停止战斗。——刘建永，刘建永办公室官方网站

##### 韩国戒严令
呼吁韩国政府尊重法治规则，敦促解除戒严令（页面存档备份，存于）：
我们注意到韩国戒严令事件，敦促韩国政府尊重法治精神，保障韩国人民自由与民主的生活方式，回到宪政的轨道上来。——刘建永，刘建永办公室官方网站

##### 国际刑事法院逮捕令
刘建永对国际刑事法院向以色列总理内塔尼亚胡、前国防部长加兰特发出逮捕令予以尊重，但同时呼吁西方国家不要执行（页面存档备份，存于）：
国际刑事法院11月21日对以色列总理内塔尼亚胡、前国防部长加兰特发出逮捕令，我们对这一决定感到遗憾。
     众所周知，哈马斯是一个以极端宗教作为统治手段的政治团体、武装力量和恐怖主义组织。2023年10月7日，哈马斯对以色列发动了震惊世人的恐怖袭击。此次袭击造成1200多名无辜者死亡，250多人被哈马斯劫持为人质。作为回应，以色列不得不对盘踞在加沙地带的哈马斯发起反击。根据国际法，以色列拥有无可置疑的自卫权利。
     长期以来，哈马斯以加沙平民作为盾牌和人质，不断骗取世界各国的人道主义援助，并将援助资金转化为发动一次又一次恐怖主义袭击的力量。哈马斯隐藏在加沙平民之中，并以平民伤亡为借口使以色列陷入不义，以人道主义为由头呼吁世界各国施压以色列停火。所以，停火只会让哈马斯受益，只会保护恐怖主义赖以生存的基础，只会让恐怖主义行为日复一日，永不灭绝。
     反击恐怖主义、营救人质难免会造成平民伤亡，但不反击、不营救人质又会让恐怖主义行为得逞。这是一个两难决定，以色列政府选择了前者。我们理解且支持以色列政府的选择，并呼吁以色列政府在打击哈马斯的时候尽力减少加沙平民伤亡。
     在此时刻，我们重申对以色列政府的支持，也同时再次呼吁以色列政府在武力自卫时尽力减少加沙地带无辜平民的伤亡。
     我们尊重国际刑事法院的决定，但也呼吁美国、加拿大、英国、法国、德国、澳大利亚等国不要执行逮捕令。——刘建永，刘建永办公室官方网站

##### 美国总统大选
对川普当选美国总统，刘建永呼吁美国民主党尊重选举结果，和平移交政权（页面存档备份，存于）：
十一月六日，美国人民作出了选择，川普前总统再次当选美国第四十七任美国总统。我们尊重美国人民的决定，也衷心祝贺川普前总统再一次被历史所选择！
     我们看到总统候选人哈里斯女士承认败选，她和拜登总统同时向川普前总统致贺，承诺和平移交政权。哈里斯副总统展现出了一个成熟政治家的谦逊、宽广胸襟和尊重规则的精神。这是民主政治之下政权和平轮替的应有之义，也是一个法治国家生生不息的活力。我们深受感动，也深感欣慰。
     在过去四年里，拜登总统所领导的美国政府有力地团结了、领导了自由世界的联盟。他帮助乌克兰人民抵御俄罗斯侵略，在世界各地打击恐怖主义，在全球范围内有力地捍卫了正义，保护了人权，推进了世人对自由民主的信仰，鼓舞了世界各地无数的人为反抗暴政、为争取人的尊严和基本权利而不懈战斗。我们谨对拜登总统、美国政府和过去四年里所坚定选择、支持他的美国人民致以诚挚的谢意。历史会铭记这一切。
     我们理解美国人民目前所面临的困境，也明白世界无时无刻不在发生着变化。但我们不希望看到美国人民分裂，更不希望一个为了上帝的荣耀而立的国度最终背弃了世界，放弃了先人们所坚守的信仰和对全人类的道义责任。
     如今的世界，邪恶的力量还很强大，在朝鲜，在俄罗斯，在白俄罗斯，在古巴，在委内瑞拉，在伊朗，在阿富汗……在无数的地方，数以亿计的人们依旧生活在恐惧和无助之中。战争、饥饿、瘟疫等苦难和暴政的威胁仍然无处不在。我们不能袖手旁观！我们不能放弃！我们不能后退！不论共和党人、民主党人，也不论种族、信仰、肤色、性别、国家，这是神赋予我们的责任，也是包括川普总统、拜登总统在内的所有我们这一代人的使命。
     我们坚信正义永远不会失败。哪怕只剩下一个人，我们仍然会坚持战斗。——刘建永，刘建永办公室官方网站

##### 伊朗袭击以色列
伊朗对以色列发动大规模导弹袭击时，刘建永发表声明谴责伊朗（页面存档备份，存于）：
伊朗当局于10月1日对以色列发动了大规模导弹袭击，我们对伊朗当局这一违反国际法的袭击行为予以谴责！
     长期以来，伊朗当局通过操纵、支持哈马斯、真主党等恐怖主义组织，不断发动恐怖袭击，杀害无辜平民，其行为已证明伊朗当局是当今世界最邪恶的轴心国家之一。
     我们在此呼吁美国政府继续给予以色列坚定的支持。我们尊重并支持以色列采取自卫的一切行动。我们也将坚定地与以色列人民站在一起。——刘建永，刘建永办公室官方网站

##### 阿富汗塔利班侵犯人权
对阿富汗塔利班当局出台《美德与罪恶预防法》进行公开谴责（页面存档备份，存于）：
塔利班当局近日出台的《美德与罪恶预防法》严重侵犯阿富汗女性的人权，这部所谓的法律也是非法的、无效的，我们对塔利班当局这一倒行逆施的行径予以谴责！
     塔利班当局通过暴力手段建立非法政权，并以极端的宗教统治禁锢阿富汗人民，严重侵犯包括女性在内的阿富汗人民的各项权利。
     我们在此呼吁美国、英国、加拿大、澳大利亚、日本、欧盟各国等不要承认塔利班当局的合法性，同时对塔利班当局予以制裁。——刘建永，刘建永办公室官方网站

##### 缅甸军政府镇压反抗力量
对缅甸军政府镇压反抗力量予以公开谴责，呼吁对缅甸军政府进行制裁（页面存档备份，存于）：
集会、结社、游行示威和自由选举是缅甸人民应有的权利，也是缅甸自身繁荣昌盛、融入国际社会、成为正常国家的前提。
     敦促缅甸军政府尊重缅甸人民的选择，接受民主选举结果，立即释放被不公正羁押的人，还权于民。
     呼吁国际社会继续加大对缅甸军政府的制裁，同时对缅甸内部的反军政府力量进行持续关注和经济援助。
     我们支持缅甸人民对民主政治和实现正义的追求，我们也将继续坚定地与缅甸人民站在一起。——刘建永，刘建永办公室官方网站

##### 安倍晋三被刺杀
对日本前首相安倍晋三被刺杀进行谴责（页面存档备份，存于）：
日本の安倍元首相が銃撃されたと聞いて、私は非常にショックを受けた。
     本人は犯人の暴行を非難し、安倍さんの家族に哀悼の意を表します！
     私は安倍先生が中国の疫病に対する関心と助けを賞賛し、中日両国人民の友情は永遠に続き、永遠に新しいものになるだろう。——刘建永，刘建永办公室官方网站

## 人物动态

### 参加澳大利亚国庆招待会
2019年1月21日，应澳大利亚驻成都总领事馆总领事Christopher Lim邀请，刘建永参加澳大利亚国庆招待会。

### 中央电视台庭审直播
2021年11月25日，刘建永作为辩护人办理的“偷越国（边）境案”、“非法经营案”被中央电视台全程直播。

### 受聘顾问
2023年3月14日，刘建永受聘担任萨迦德普·求吉寺法律顾问。萨迦德普·求吉寺始建于明代弘治十一年(1498年)，迄今已有525年历史，是藏传佛教萨迦派四大名寺之一。该寺位于四川若尔盖县，在中国境内辖有128家分寺（下寺），遍布西藏、青海、甘肃、四川等地。

### 泰国会议
2025年5月27日，刘建永参加“泰国之夜暨泰国南部投资推介会”。与会中，刘建永与泰国前总理、国会主席兼下议院议长川·立派先生亲切交谈。

## 人物事件

### 支持改革开放事件
2006年，支持改革开放，发文呼吁“中国的改革方向不能否定”。此文一出引发公众广泛关注，众多媒体竞相转载。
刘建永冷静地观察到:
尽管风云变幻的世界仍有动荡，但和平与发展已经成为世界的两大主题，中国应该迅速抓住这个千载难逢的历史机遇，全力推动改革开放，尽快发展起来。——刘建永，刘建永办公室官方网站
于是，他在网络上发表了《中国的改革方向不能否定》一文，表明了他坚定支持中央政府改革的立场。他认为：
“唯有改革，中国才有发展壮大的可能性，才有机会实现中华民族的伟大复兴”。——刘建永，刘建永办公室官方网站

### 被整肃事件
2009年，正在读研究生的刘建永应美国笔会（国际笔会美国中心）邀请访问美国期间会见了一些“敏感人物”，如西藏流亡政府（藏人行政中央）政教领袖第十四世达赖喇嘛，回国后遭到整肃，该事件在国际社会引发广泛关注。同年，刘建永被迫再次返回美国（页面存档备份，存于）。

### 西安北站拒绝强制隔离事件
2021年11月9日，准备前往陕西省商洛市开庭的刘建永从成都乘坐高铁来到西安北站，西安北站疫情防控人员决定对刘建永进行强制隔离，遭到刘建永拒绝（页面存档备份，存于）。经过交涉，刘建永被允许返回成都。该事件连续多日登上今日头条、抖音、新浪微博等媒体头条、热榜，引起媒体的竞相报道、转载，网上的阅读量超过一亿（页面存档备份，存于）。
返回成都后，刘建永公开发表了《拒绝强制隔离，大闹西安北站》一文，借此机会公开呼吁中国政府推动疫情防治的法治化、科学化，更好地保护公民的自由和人权。

### 呼吁解除“动态清零”事件
2022年11月28日，在各地民众走上街头表达对疫情管控的意见时，不顾个人安危，刘建永发表《终结动态清零政策，勿压制民众正当诉求》（页面存档备份，存于）：
抗疫如果长期不结束，必定会有更多、更大的恶果出现，效果就会适得其反，也将与我们抗疫的初衷背道而驰。与其这样，还不如立即解封，彻底放开。抗疫三年了，无论是政府还是民众均疲惫不堪，经济下行压力太大，人民群众苦不堪言。我们的社会已经足以能够接受和承受一部分群体可能会染病 、乃至丧失生命、甚至社会面发生医疗挤兑的风险和代价。其次，病毒对生命的威胁与自由相比，以我肤浅的认知，我个人觉得自由更重要，法治建设更重要，经济发展也更重要。再不放开，恐激起民变。一旦如此，无论是算长远账、社会账、总账，还是按成本与社会收益计，都会演变成对前期抗疫成就的彻底否定，得不偿失。两害相权取其轻，是时候将新冠病毒视为普通感冒、停止大规模核酸检测、停止发布每日感染数量、彻底终结动态清零的政策了。——刘建永，刘建永办公室官方网站

刘建永公开呼吁“严禁各地军警向愤怒的民众开枪，并立即解除‘动态清零’措施”。
几日后，持续三年之久的“动态清零”措施解除。

## 人物生活

### 酷爱文学
由于酷爱文学写作，刘建永自中学就开始发表作品，大学毕业的时候他已经公开发表了一百多篇文章，还在读大一时就加入了市作家协会，还被市广播电台专题采访报道。

### 性格低调
一提出采访要求就被刘建永委婉拒绝了，他谦虚地说：“我做得还不够好，不值得被关注。”再三沟通后，他才接受了本刊记者的采访。如果不是提前做了功课，眼前这位戴着眼镜，形象儒雅的中年男人，大概让人意想不到他曾经是一位“叱咤江湖”的社会活动家、前著名调查记者，现如今声名远播的律师。

## 人物争议

### 温和改良立场
刘建永长期持较为中性的温和改良观点，但因同情中国家庭教会和香港民主派，反对限制公民自由，呼吁保障人权、建立法治国家等原因多次受到骚扰、被禁止出境。

### 被长期攻击
因刘建永支持改革开放和亲西方的立场而被乌有之乡等红色群体长期在网络上攻击，其担任主席的深青社也被他们称为"当代中国民间极右派的根据地"（页面存档备份，存于）。

### 争议言论
2003年，刘建永发表《台湾独立并非不可接受》一文。几日后，时任中华人民共和国国务院总理温家宝在新闻发布会上回应“台湾独立绝对不可接受”。

## 作品争议

### 媒体视角
就刘建永发表的《警察政协会场抓记者 副主席称被限制自由》一文，网易综合文章认为：2015年2月10日，成都金牛区政协会议闭幕会主持人申勇因插入一项要求肃清李春城在金牛区影响的表决议程引起与会其他领导的不满，大会随即被强行休会，大批警察和便衣先后两次冲进会场抓捕记者与工作人员，收缴视听资料，申勇被限制人身自由。此次冲进会场抓人情节，不是大众熟知的“抓贪官”，而背后是一出中国官场的 “官斗剧”。（资料来源：南都周刊、廉政瞭望、南都人物周刊等）

### 官方回应
成都市金牛区官方微博“看金牛”昨晚发布消息，还原成都市金牛区政协闭幕会事实真相：23日长江商报网发了《警察政协会场抓记者 副主席称被限制自由》的网稿，一时引发了多家网站转载和网民议论。报道称，申勇提议在决议草案中加入“肃清李春城在金牛影响”的相关文字，李凯威表示反对，分歧由此产生。经核实，该稿与实际情况有很大出入，甚至扭曲了事实真相。（观察者网、人民政协网）

### 网络评论
成都文明网发表评论文章《莫让媒体沦为权力任性的法宝》：笔者认为，媒体记者在报道该类事件中，一定要本着求实、求真的原则，既要多方面调查取证，多方咨询事件的来龙去脉，尽可能地还原事件的真相。同时，也要把好关口，抓好事件的应急处理机制建设，如果出现报道与真相不符的情况，如何就公众质疑进行解疑答惑，如何在第一时间纠正报道，给社会一份明白账。这些问题处理不好，媒体记者就容易沦为官员权力任性的法宝。（成都文明网 李霖）

### 不同声音
就成都市金牛区官方微博“看金牛”发布的消息，人民网发表《官微不该成发布官场恩怨的新平台》一文：官方微博不同于个人微博，它代表的是官方的立场和态度，是替政府站队发言，所发消息必须体现政府的意志和意图，事关政府形象和公信力，因此其所发消息不仅应该真实客观，理性公允，不偏不倚，而且不能夹带官场和个人恩怨，将官微当作发泄私愤的地方，尤其是不能将其当作打击报复、抹黑亵渎公民的网络平台。而今金牛区官微所发消息又暴露了新的问题：将官微变成了发布官场恩怨（很有可能涉及个人恩怨）的平台，问题性质更加严重。因为发布方有政府权威做后盾，极易置对方于弱者之地，就算罗织的“罪名”存疑，也很容易将其一棍子“打翻”在地，这对后者不公，所以，官微切忌沦为发布官场恩怨的新平台。（人民网 王学进）

### 众说纷纭
据大陆媒体披露，在今年2月成都市金牛区政协闭幕大会上，大批警察2次冲入会场抓捕记者和大会工作人员，区政协副主席被限制人身自由。此事被发布到网络后，引起轩然大波。据大陆《长江商报》3月22日披露，2月10日，成都市金牛区政协六届四次会议闭幕大会上，大会主持人申勇因插入一项要求“肃清李春城在金牛区影响”的表决议程引起与会其他人的不满，闭幕大会随即被强行休会，大批警察和便衣先后两次冲进会场，抓捕记者与大会工作人员，收缴会议视听资料，作为大会主持人的申勇也随后被限制人身自由。此事在网络上引起轩然大波，目前相关报导在大陆网站被全部删除。（北京之春、自由亚洲电台、民主中国、开放杂志、大纪元）

## 人物观点

### 资本市场
“提高上市公司质量需要全过程把控。其中，把好入口关是关键环节。公众公司IPO质量的好坏，关系到资本市场的健康发展，关系到投资者的切身利益。因此，从严监管、精准监管、穿透式监管十分必要。（金融投资报）

### 反洗钱
相比于其他洗钱方式，证券领域的洗钱更为复杂、隐晦，如开立匿名、假名账户，将财产转换为有价证券，与身份不明的客户进行交易，进行大额、可疑的交易，利用各种手段将财产转换和转移，使之合法化，掩饰、隐瞒犯罪所得及其收益的来源和性质。（央广网） 

### 城中村改造
十多年前楼市的繁荣、城市的更新正处在城市化建设热潮之中，然而对城中村集体土地的性质转换等方面的法律规定却乏善可陈，缺少统一的顶层设计。各地相继制定的土政策和地方政府规章标准不一，较为简单和原则化，不够成熟，有的还和上位法相抵触而无效。（中国房地产报）

### 传销认定标准
传销在行政法意义上分三类，分别是“拉人头型”、“收取入门费型”、“团队计酬型”，这三类传销每一种都是独立的违法类型，不需要两者或者三者同时具备。而刑法意义上的传销是指“拉人头+收取入门费”，是前两种类型的叠加版。（上海证券报）

### 财务造假
刘建永认为，要解决这一顽疾，除了要强化国家统一的会计制度，加强行业监管和信用管理，还要完善审计准则体系和职业道德规范体系建设，优化执业环境，加强专业培训教育，加快推进注册会计师行业法律和基础制度建设。（法治周末）

### 外观设计专利
“外观设计被授予专利权的法定条件之一就是要具有‘新颖性’，应当不属于‘现有设计’，与‘现有设计’或者‘现有设计特征的组合’相比，应当具有明显区别。其次便是‘必须适于工业应用’，可以在工业上批量生产；还要‘富有美感’。”（每日经济新闻）

### 虚假宣传
小红书等平台上的 “虚假种草笔记”如果存在夸大功能、功效、质量、销量，编造虚假的原产地等情形，那么就会破坏商品、服务的真实性，侵害了消费者的知情权，也妨害了市场经济秩序，违背诚实信用原则和公序良俗，涉嫌虚假宣传等违法行为。（21世纪经济报道）

### 董事会捐赠
《公司法》并没有对捐赠事项作出明确规定，根据私法自治原则，可由公司章程自主决定。如果捐赠金额和捐赠事项等明确属于公司章程或者股东会授权董事会的职权范围，则合规。否则，董事会可能涉嫌越权或者无权。（财联社）

## 社会评价

### 风云人物
二十一世纪初的刘建永已经是网络上的“风云人物”,“网络上随便写一篇文章就能有数百万、上千万的点击量”。由于他的巨大影响力，2008年，“香港四大才子”之一、香港作家协会创会主席倪匡在苹果日报上撰文赞誉他为"中国青年作家的一面旗帜"。

### 调查记者
十数年的新闻之旅使刘建永成为了一名蜚声海内外的调查记者，他撰写的报道在社会上引起轰动，被推上各大门户网站首页，在海内外引起广泛转载和评论。

### 维护正义
他以浩然之气修身，以悲悯之心入世，以“虽千万人吾往矣”的勇气，为公民的生命和自由辩护，为正义而战，不畏强暴，只向真理低头。除此之外，他还积极参与社会公共事务，接受新闻媒体采访，就公共事件发声，为维护社会公平正义、确保宪法法律的正确实施大声疾呼。

### 推动法治
除了身体力行践行法治，刘建永还带领律师团队参与了大量具有法治建设典型意义的案件，这些案件的辩护与代理具有公益性质，大多是无偿的，有的仅仅收取最基础的成本费用。“只要对法治建设有益的事情我都会去做”，刘建永认为，在国家利益面前，个人得失是微不足道的。他最喜欢林则徐的那句话，“苟利国家生死以，岂因祸福避趋之！”他要燃烧“大我”，把有限的生命投入到国家的法治事业中去，做法治国家、法治政府、法治社会的“布道者”，做良法善治的“守夜人”。

### 投身公益
他以人类福祉为念，以慈悲为感召，富有终极关怀精神和浓郁的底层情怀。他积极投身于全球公益活动和慈善事业，长期向全球各地贫困人口提供无偿的法律援助服务，帮助弱小、无助者，给他们以力量、勇气和希望。

### 家国情怀
他以深沉的家国情怀为出发点，以推动国家法治和社会良性转型为己任，以法律为工具，以个案为抓手，日拱一卒，点滴挪进，矢志不渝。他为市场经济摇旗呐喊，为改革开放鼓与呼，为建设更加开放、包容、和谐、自由、法治和国际化的营商环境，奋斗不息，义无反顾。

### 大律师
律师执业多年来，刘建永办理了大量具有较大社会影响的大案要案，赢得了广泛的社会赞誉。